# Neuilly-le-Vendin
Neuilly-le-Vendin és un municipi francès situat al departament de Mayenne i a la regió de País del Loira. L'any 2007 tenia 372 habitants.

## Demografia

### Població
El 2007 la població de fet de Neuilly-le-Vendin era de 372 persones. Hi havia 177 famílies de les quals 58 eren unipersonals (23 homes vivint sols i 35 dones vivint soles), 73 parelles sense fills, 42 parelles amb fills i 4 famílies monoparentals amb fills.
La població ha evolucionat segons el següent gràfic:
Habitants censats

### Habitatges
El 2007 hi havia 278 habitatges, 176 eren l'habitatge principal de la família, 64 eren segones residències i 38 estaven desocupats. 264 eren cases i 13 eren apartaments. Dels 176 habitatges principals, 137 estaven ocupats pels seus propietaris, 35 estaven llogats i ocupats pels llogaters i 4 estaven cedits a títol gratuït; 5 tenien una cambra, 12 en tenien dues, 40 en tenien tres, 46 en tenien quatre i 74 en tenien cinc o més. 121 habitatges disposaven pel capbaix d'una plaça de pàrquing. A 88 habitatges hi havia un automòbil i a 72 n'hi havia dos o més.

### Piràmide de població
La piràmide de població per edats i sexe el 2009 era:
| Homes | Edats   | Dones |
| ----- | ------- | ----- |
| 4     | 95 o +  | 4     |
| 4     | 90 a 94 | 0     |
| 4     | 85 a 89 | 12    |
| 0     | 80 a 84 | 12    |
| 4     | 75 a 79 | 12    |
| 24    | 70 a 74 | 12    |
| 16    | 65 a 69 | 8     |
| 4     | 60 a 64 | 20    |
| 16    | 55 a 59 | 12    |
| 16    | 50 a 54 | 16    |
| 4     | 45 a 49 | 8     |
| 8     | 40 a 44 | 8     |
| 16    | 35 a 39 | 12    |
| 16    | 30 a 34 | 8     |
| 16    | 25 a 29 | 20    |
| 4     | 20 a 24 | 4     |
| 0     | 15 a 19 | 20    |
| 20    | 10 a 14 | 12    |
| 12    | 5 a 9   | 20    |
| 8     | 0 a 4   | 12    |

## Economia
El 2007 la població en edat de treballar era de 221 persones, 171 eren actives i 50 eren inactives. De les 171 persones actives 160 estaven ocupades (82 homes i 78 dones) i 13 estaven aturades (4 homes i 9 dones). De les 50 persones inactives 21 estaven jubilades, 17 estaven estudiant i 12 estaven classificades com a «altres inactius».

### Ingressos
El 2009 a Neuilly-le-Vendin hi havia 185 unitats fiscals que integraven 399 persones, la mediana anual d'ingressos fiscals per persona era de 15.249 €.

### Activitats econòmiques
Dels 20  establiments que hi havia el 2007, 1 era d'una empresa extractiva, 3 d'empreses alimentàries, 4 d'empreses de construcció, 6 d'empreses de comerç i reparació d'automòbils, 2 d'empreses de transport, 1 d'una empresa d'hostatgeria i restauració, 2 d'empreses de serveis i 1 d'una empresa classificada com a «altres activitats de serveis».
Dels 8 establiments de servei als particulars que hi havia el 2009, 1 era una oficina de correu, 1 funerària, 1 taller de reparació d'automòbils i de material agrícola, 2 paletes, 2 fusteries i 1 perruqueria.
Dels 3 establiments comercials que hi havia el 2009, 1 era una botiga de menys de 120 m², 1 una fleca i 1 una carnisseria.
L'any 2000 a Neuilly-le-Vendin hi havia 35 explotacions agrícoles que ocupaven un total de 1.170 hectàrees.

## Equipaments sanitaris i escolars
El 2009 hi havia una escola elemental.

## Poblacions més properes
El següent diagrama mostra les poblacions més properes.